# Макс Гофман
Макс Гофман повне ім'я Карл Адольф Максиміліан Гофман (нім. Carl Adolf Maximilian Hoffmann) (25 січня 1869 Гомберг — † 8 липня 1927 Бад-Райхенгалль) — військовий діяч Німецької імперії.
Син окружного судді Юліуса Гофмана і Шарлотти Фредеріки Елвін Гофман. З 1879 по 1887 навчався в гімназії в Нордхаузен.

## Військова кар'єра
Після закінчення гімназії з 1887 по 1888 роки навчався у військовій школі. У 1898—1899 роках навчався в Прусській військовій академії. Отримав чин лейтенанта і призначення військовим аташе при дворі імператора Російської імперії. Пробув на посаді шість місяців. З 1899 по 1901 роки працював під керівництвом генерала Шліффена в російському відділі Німецького генерального штабу. В 1901 році підвищений до капітана. Під час Російсько-японської війни був німецьким військовим аташе і спостерігачем в першій японській імператорській армії в Маньчжурії. У вересні 1907 року призначений викладачем Військово-морської академії. В березні 1913 року підвищений до чину підполковника і призначений начальник відділу в прусському військовому міністерстві.

## Перша світова війна

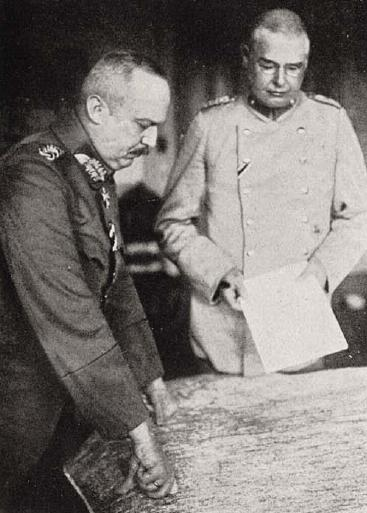
Гофман з Людендорфом на Східному фронту

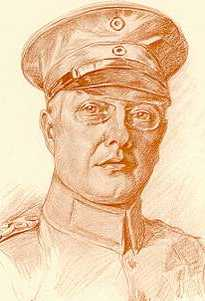
Портрет Гофмана, Оскар Брюх 1915

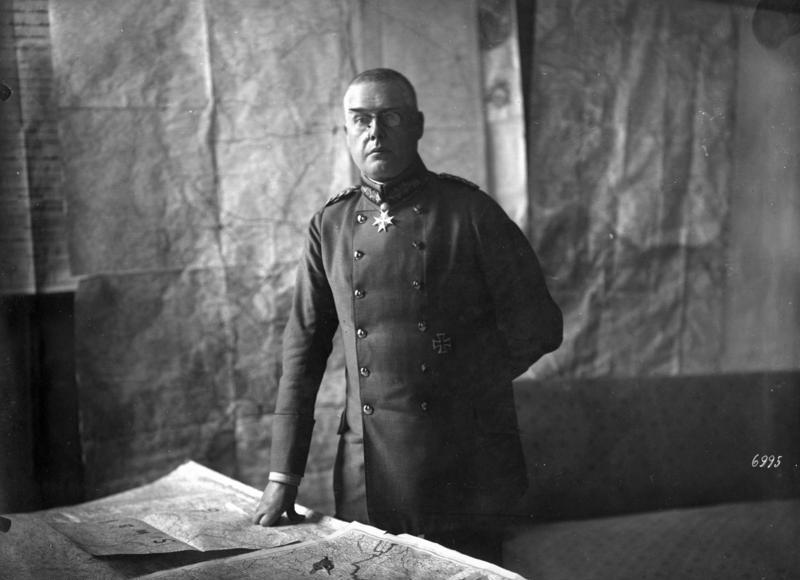
У штабі

Улітку 1914 на короткий час призначений заступником командира 4-го баденського піхотного полку «Принц Вільям» № 112. Перебував на посади начальника оперативного відділу штабу ново-сформованої восьмої німецької армії в Східній Пруссії. Завданням єдиною на Східному фронті на той час німецької армії під командуванням Максиміліана фон Притвиця і начальника штабу Георг фон Вальдерзєє було не допустити проникнення російської армії на територію Пруссії. Гофман був одним з тих, хто розробляли план битви під Гумбіненном (20 серпня 1914 р.). Після поразки німецьких військ командувачем 8-ї армії був призначений генерал Гінденбург, а начальником штабу армії — генерал Людендорф. 
Гофман був добре знайомий з регіоном і ситуацією на фронті, тому до його порад охоче прислухався Еріх Людендорф. Запропонований ним план контратаки був прийнятий і привів до перемоги під Танненбергом.

### Битва під Таненбергом
Битва між російськими і німецькими військами під Таненбергом (23 — 30 серпня 1914) вважається одною з найвдаліших німецьких військових операцій на Східному фронті. Повністю була оточена і знищена російська Наревська армія. Стала сприйматись німецькими консерваторами як символічна відплата за Грюнвальдську битву. На її місці збудовано Таненберзький меморіал, в якому поховано президента Гінденбурга. У післявоєнних мемуарах, опублікованих під назвою Війна втрачених можливостей, Макс Гофман критикував Гінденбурга та Людендорфа за те, що вони приписали собі всі заслуги в перемозі під Таненбергом. Пізніше, разом із Людендорфом ним розпрацьований план битви на Мазурських озерах (9 — 14 вересня 1914), яка завдала важких втрат російським військам і дозволила остаточно витіснити російські війська зі Східної Пруссії.

### В штабі Східного фронту
Генерал-квартирмейстер штабу 9-ї німецької армії. Генерал-квартирмейстер штабу Головнокомандувача Східним фронт (Oberbefehlshaber Ost (Ober-Ost)). 30 серпня 1916 р. отримав чин полковника і призначений начальником штабу Головнокомандувача Східним фронтом Леопольда Баварського. В жовтні 1917 підвищений до чину генерал-майору.

## Берестейський мир

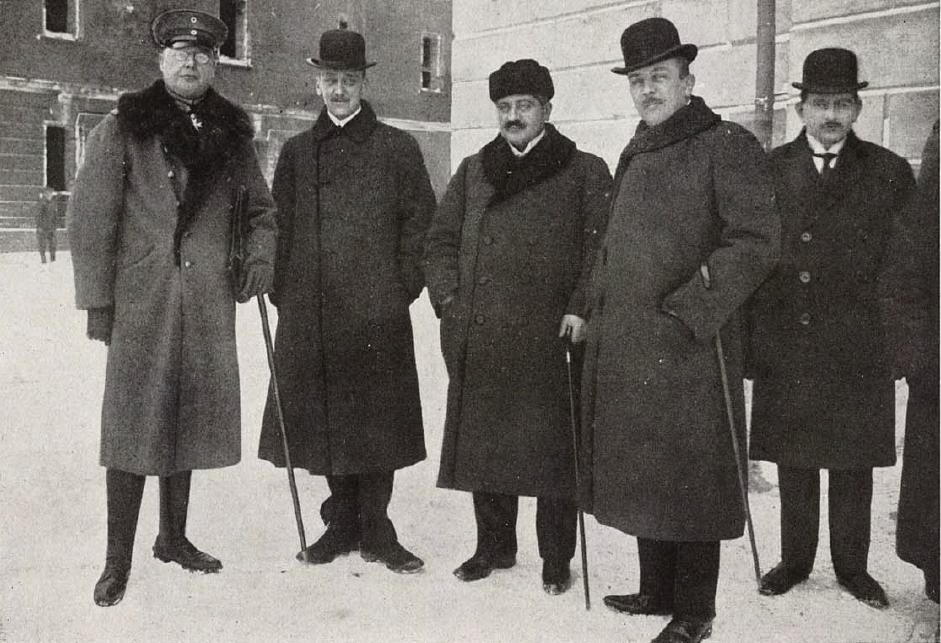
Гофман (перший ліворуч) серед представників Четверного союзу

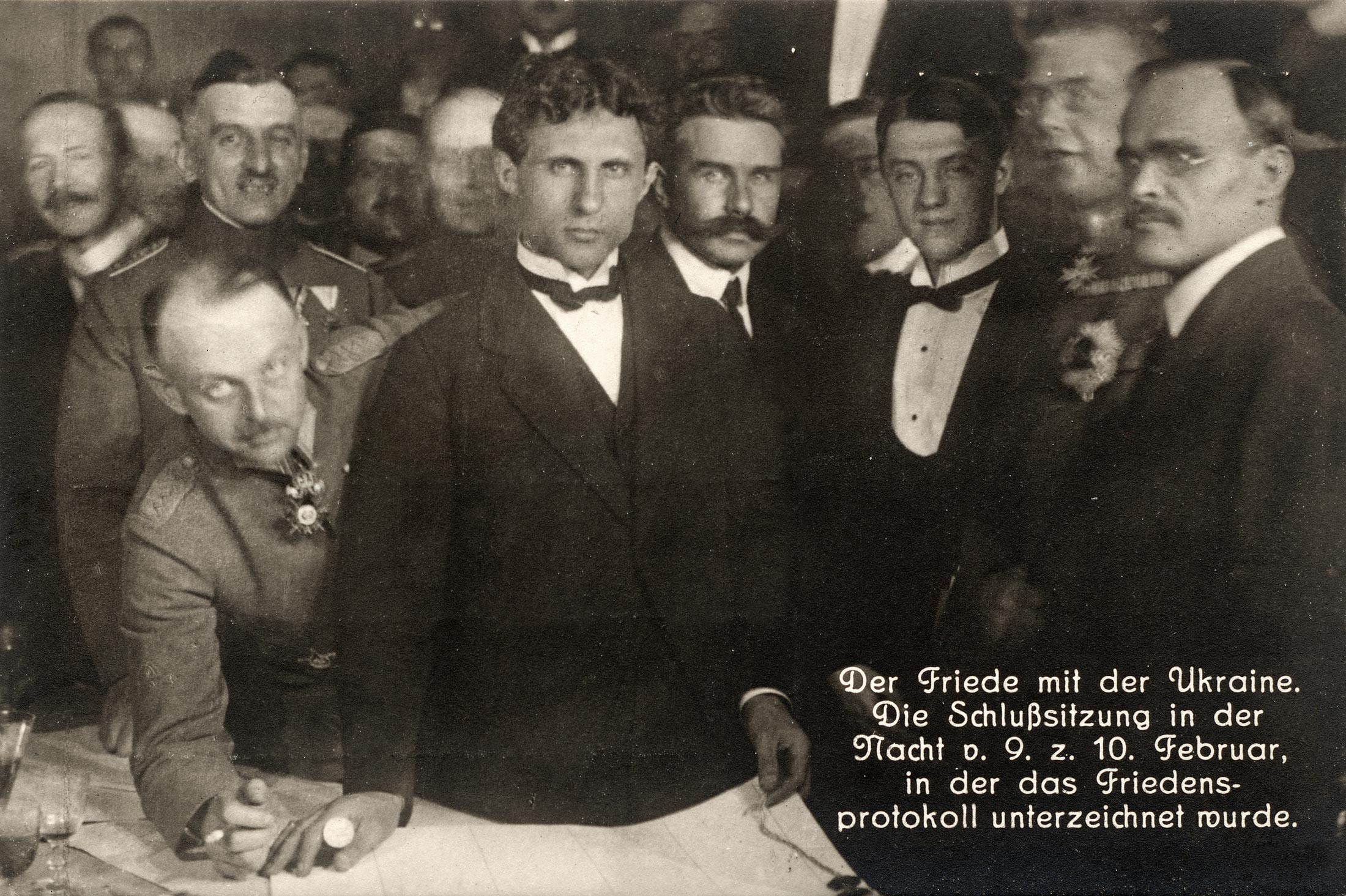
Підписанти Берестейського мирного договору: генерал Брінкманн, Микола Любинський, Микола Левитський, Олександр Севрюк, Макс Гофман, Сергій Остапенко

Ініціатор і організатор мирної конференції. Основний представник командування Східного фронту на переговорах в Бересті. Добре володів російською мовою. Ще до початку війни вважався основним фахівцем Генерального штабу Німецької імперії з російських справ. На відміну від інших членів Генерального штабу виказувався за те, щоби Німеччина не робила великих територіальних анексій на заході і сході. «Гофман звичайно вскакував з місця і зі злобним виглядом брався заперечувати, розпочинав він їх вигуком: „Ich protestiere!..“ [я протестую!], часто навіть вдаряючи рукою по столу.» — зі спогадів А.Самойло. Якщо Лев Троцький затягував переговори, то генерал Людендорф вимагав від Гофмана прискорити їх. 

### Українське питання
Зі спогадів Макса Гофмана: «Ще перед початком переговорів зголосилася в Бресті нова група учасників, а саме представники української народної держави. Їх вислала Центральна Рада, щоб укласти окремий мир від імені України, спираючись на заяву петербурзького совітського уряду про право народів на самовизначення свої долі. Державний секретар фон Кюльман і я радо прийняли українців, бо їх виступ уможливлював нам вигравати цю нову делегацію проти делегації петербурзької. Спричинили вони нову журбу графові Черніну, бо слід було сподіватися, що вони виступлять з якимись вимогами у справі політичних прав своїх земляків, що проживають на Буковині й у Східній Галичині».
Разом із Леопольдом Баварським приймав неофіційну делегація Центральної Ради у складі Микола Левитський, Олександр Севрюк, штабс-капітан Юрій Гасенко. В переговорах з українцями Гофман також диктував умови. В розмові з Голубовичем і Севрюком повідомив, що германський бік виключає можливість приєднання до УНР більшої (північної) частини Підляшшя. Він же категорично заявив австріцям про необхідність визнати справедливі права УНР на українську частину Холмщини. Відкидав можливість приєднання до УНР Галичини і Буковини. Український бік звертався з проханням військової допомоги і висилки з Німеччини частин сформованих з полонених українців, на що Макс Гофман відповів, що це питання буде складно вирішити. Вже після виїзду делегації з Берестя, викликав до себе Любинського і дав йому підписати «Звернення до німецького уряду» в якому УНР просило військової підтримки.
Оскільки після підписання Берестейського миру німецьке командування не дозволило розмістити українські війська на західних кордонах держави, Макс Гофман виступав основним гарантом стабільності на польсько-українському кордоні. Німецька позиція значно полегшила окупацію польськими військами в 1919 році північно-західних провінцій УНР.

### Польське питання
Всупереч позиції німецького Генерального штабу, переконав імператора Вільгельма II не збільшувати територію Німеччина за рахунок Польщі. Це призвело до конфлікту з Людендорфом та Гінденбургом. Людендорф розпочав проти Гофмана інформаційну війну звинувачуючи його у зайвому лібералізмі і зв'язках з «єврейськими колами». Стосунки між ними залишились напруженими й після війни.

### Кримське питання
Одною з цілей Першої світової війни був контроль над Чорним морем. Гофман казав: «Крим повинен бути постійно німецькою колоніальною державою, як важлива військово-морська база німецького впливу на Кавказі та Близькому Сході».

### Російське питання
24 грудня представники Четверного союзу погодились на радянську формулу миру «без анексій і контрибуцій». та Естонію, народи яких уже зробили крок до незалежності. Генерал Гофман заявив голові радянської делегації Адольфу Йоффе, що Польща, Литва і Латвія вже оголосили про свій вихід зі складу Росії і їх території не можуть вважатись анексованими. До Раднаркому займав вкрай агресивну і непоступливу позицію. Генерал Гофман в різкій формі викривав демагогію більшовиків (розгін Установчих Зборів, агресію проти Білорусі та України, червоний терор, замаскований чудовими гаслами про мир і демократію). Оскільки Троцький відмовився продовжувати переговори на німецьких умовах, то німецькі війська розпочали наступ на Східному фронті. Зі спогадів Макса Гофмана: «Ми вели її(війну) практично на потягах і автомобілях. Садиш на потяг купку піхоти з кулеметами і одною гарматою і їдеш до наступної станції. Береш вокзал, арештовуєш більшовиків, садиш на потяг ще солдат і їдеш далі». Позиція Гофмана привела до розриву союзу більшовиків і лівих есерів, переносу столиці Росії з Петрограду в Москву. Після того як Гофман отримав телеграму від Леніна зі згодою на підписання мирного договору, він потребував офіційного листа Раднаркому до уряду Німеччини.
Після підписання миру залишився фактичним командувачем військами Східного фронту. Контролював виконання підписаних угод і вивезення ресурсів з окупованих територій.

## Цивільне життя

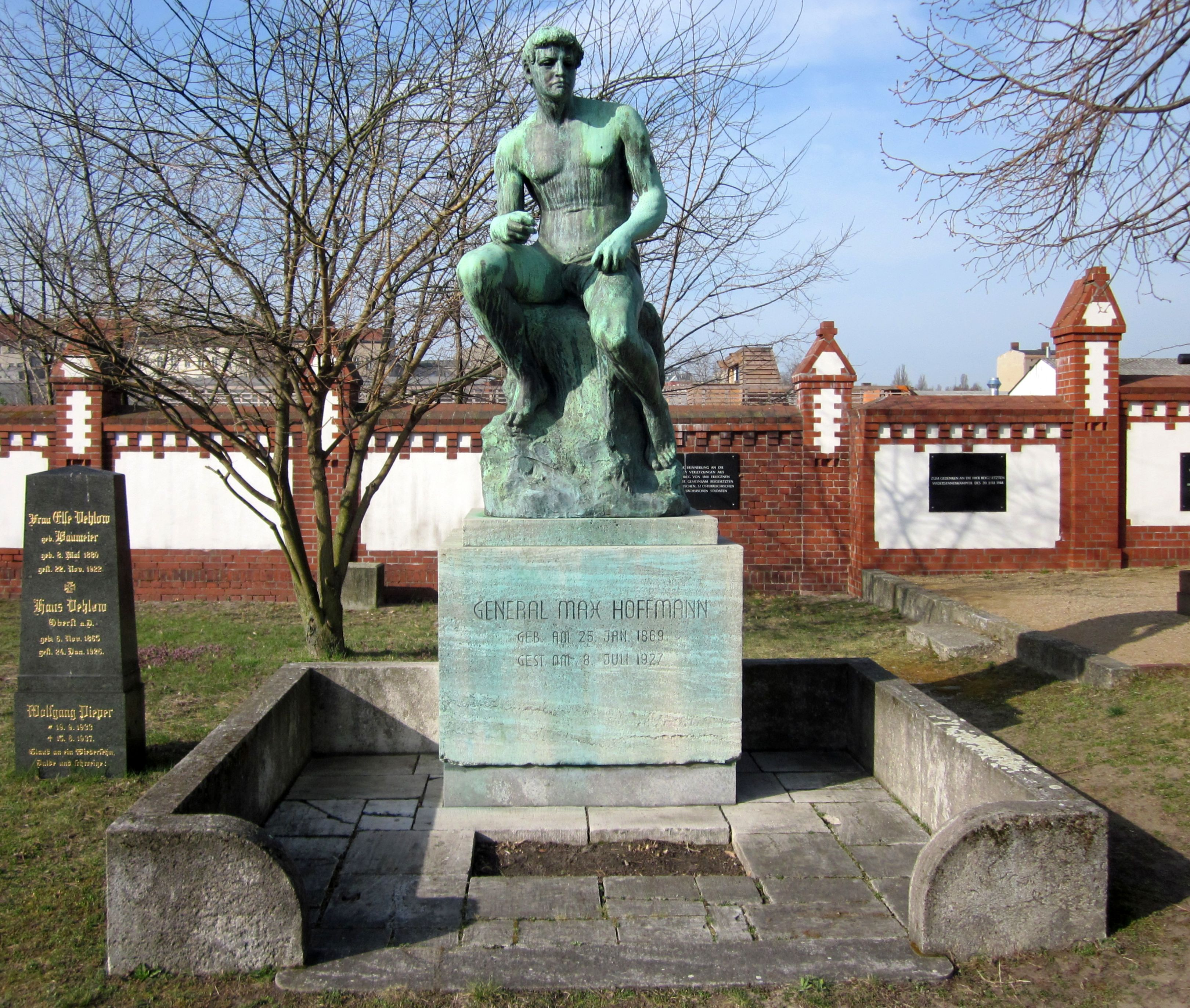
Пам'ятник на могилі Макса Гофмана, кладовищі ветеранів в Берліні

З 1919 року жив в Берліні. Після закінчення війни Гофман в березні 1920 року виходить у відставку. Одружився з художницею Іреною Кориною. В мерії Гомбергу зберігся портрет Макса Гофмана авторства Ірени Корини Гофман де він був названий Почесним громадянином Гомбергу на Ефце.
Продовжував цікавитись справами колишньої російської імперії. В 1922 спільно з німецьким промисловцем Арнольдом Рехбергом розробив план вторгнення об'єднаних військ Німеччини, Франції і Великої Британії до Радянського Союзу, так званий «план Гофмана»: «спільної військової інтервенцією повалити Радянський уряд, встановити конституційний лад і відновити економіку Росії». Керівництво рейхсверу план Гофмана не підтртмало, тим більше, що в цей час розпочато військову співпрацю з Радянським Союзом. Голландський підприємець Генрі Детердінг зорганізував в Лондоні зустріч, на якій обговорювались питання фінансової підтримки плану Гофмана. У 1920-ті роки Гофман і Рехенберг були в центрі скандалу, пов'язаного з підробленням російського червінця.

## Звання
- Трирічний доброволець (28 березня 1887)
- Фенріх портупеї (13 грудня 1887)
- Другий лейтенант (19 вересня 1888)
- Перший лейтенант (12 вересня 1895)
- Гауптман (23 березня 1901)
- Майор (11 вересня 1907)
- Оберстлейтенант (27 січня 1914)
- Оберст (18 серпня 1916)
- Генерал-майор (29 жовтня 1917)

## Нагороди
- Столітня медаль
- Орден Червоного орла 4-го класу з мечами
- Орден Священного скарбу 4-го класу (Японська імперія)
- Орден Корони (Пруссія) 4-го і 3-го класу
- Орден Корони Італії, офіцерський хрест
- Хрест «За вислугу років» (Пруссія) (1912)
- Залізний хрест
  - 2-го класу (вересень 1914) — за заслуги у битві під Танненбергом.
  - 1-го класу
- Pour le Mérite з дубовим листям
  - орден (7 жовтня 1916)
  - дубове листя (№51; 25 липня 1917)
- Військовий орден Святого Генріха
  - лицарський хрест (23 жовтня 1916)
  - командорський хрест 2-го класу (3 вересня 1917)
- Військовий орден Максиміліана Йозефа, лицарський хрест (1 або 3 серпня 1917)
- Орден Залізної Корони 2-го класу (Австро-Угорщина)
- Почесний громадянин міста Гомберг